# ISO 9362
ISO 9362 е стандарт, дефиниращ форма̀та на бизнес идентификационния код (англ. Business Identifier Code, познат още като SWIFT-BIC, BIC, SWIFT ID или SWIFT код), служещ за еднозначна идентификация на участниците във финансови разплащания. Официалното име на стандарта е „Банково дело. Банкови телекомуникационни съобщения. Бизнес идентификационен код (BIC)“.
Стандартът е създаден на основата на разработения от компанията SWIFT метод за идентификация на банките, които са членове на мрежата SWIFT. При това компанията SWIFT е упълномощена от ISO за регистрация на BIC кодовете.

## BIC кодове
Всеки BIC е комбинация от вида BBBB CC LL (bbb), където:
BBBBКод на организацията – уникален четирисимволен буквен код, еднозначно идентифициращ участника в разплащанията.
CCКод на страна – двусимволен буквен код (виж. стандарт ISO 3166)
LLКод на местоположение – двусимволен буквено-цифров код. Състои от Кода на региона (един буквено-цифров символ, освен цифрите 0 и 1) и Допълнителен код (един буквено-цифров символ, освен цифрата 0 
bbbКод на филиал (незадължителен реквизит) – трисимволен буквено-цифров код. По подразбиране, в случай на отсъствие на регистриран филиал, има стойността XXX.

### Примери
STSABGSFБанка ДСК АД (SWIFT BIC)
UBSWUS33CHIБанка UBS AG филиал Чикаго (SWIFT BIC)
VUNIRU31XXXВолжка универсална банка (NON-SWIFT BIC)

## ISO 9362 в България
Съгласно Наредба № 13 на БНБ от 16 юли 2009 г. за прилагането на международен номер на банкова сметка и за банковите кодове всяка банка в България трябва да разполага с BIC и при поискване да го предоставя на клиента.